# Chiesa Madre di Nostra Signora dell'Assunzione
La Chiesa Madre di Nostra Signora dell'Assunzione (in portoghese Igreja Matriz de Nossa Senhora da Assunção) è una chiesa di epoca coloniale situata a Cabo Frio, in Brasile. Si trova nel centro della città, in Piazza Porto Rocha.

## Storia

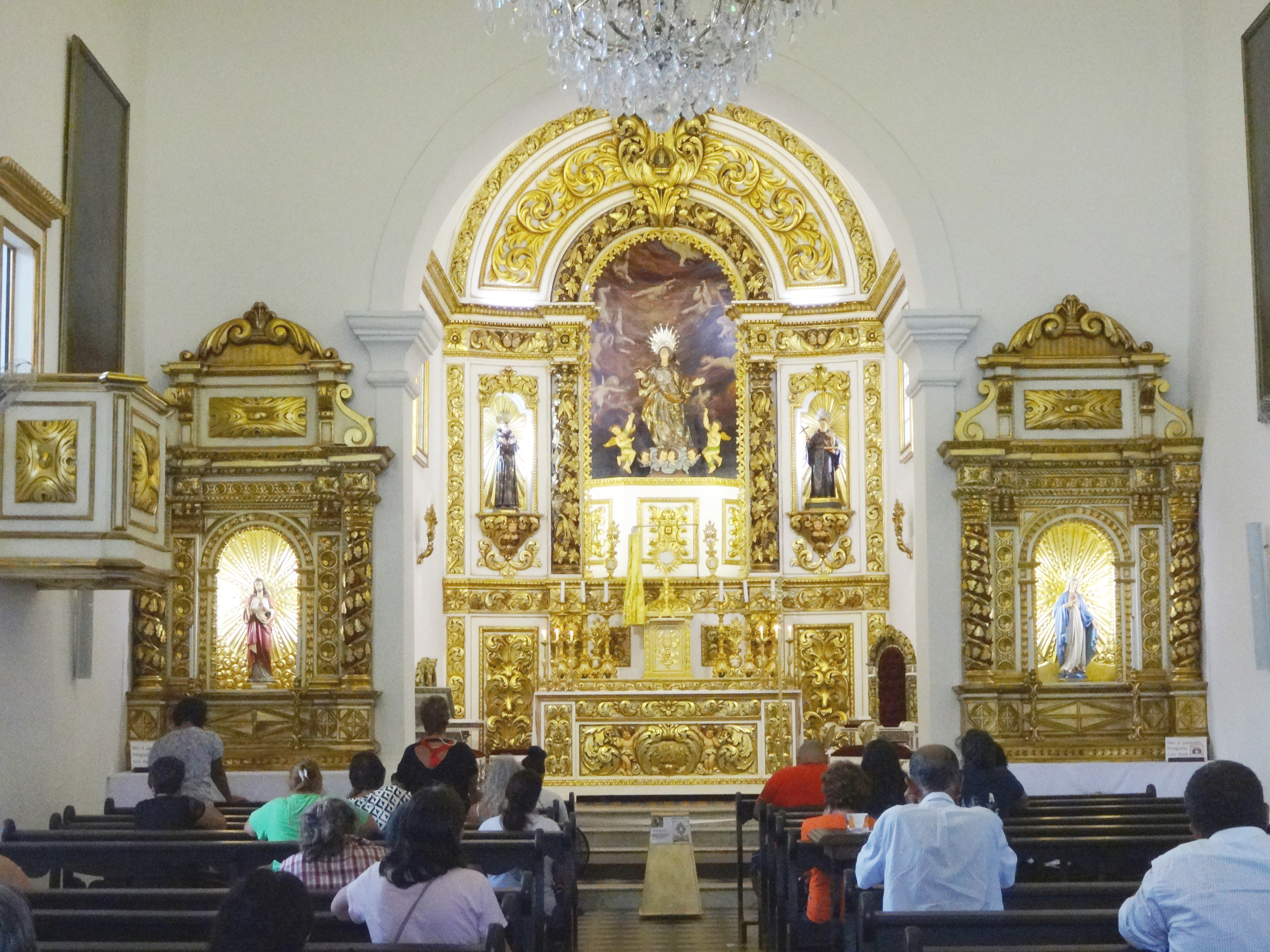
Interno della Chiesa, dove è visibile la pala d'altare della cappella maggiore con l'immagine dell'Assunta del XVII secolo.

La chiesa fu costruita intorno al 1663, quando il nucleo della città di Cabo Frio iniziò a spostarsi dal quartiere Passagem, situato sulle rive del Canale Itajuru, alla posizione attuale; fu poi ampliata al tempo di Giovanni V del Portogallo, con un provvedimento reale del 14 giugno 1724. L'interno della chiesa fu restaurato nel 1960 sotto la direzione di Adail Bento Costa. 

## Descrizione
La struttura della chiesa è semplice: l'entrata ha un unico portale, con tre finestre all'altezza del coro e frontone triangolare; a sinistra della facciata si erge il campanile. La pianta è ad unica navata con un corridoio laterale.
La pala d'altare della cappella principale è una scultura lignea seicentesca del portoghese Manoel Bessa, portata dal Portogallo all'inizio del XVII secolo, quando fu fondata Cabo Frio, e raffigura Nostra Signora dell'Assunzione. All'interno si trova anche un raro fonte battesimale del XVII secolo, in pietra di Lioz.